# Norsketinden
Norsketinden ist ein 2797 m hoher grönländischer Berg im Nordost-Grönland-Nationalpark.

## Geografie
Die Norsketinden ist ein Gipfel der in Scoresby Land gelegenen Stauning Alper. Der Berg liegt zwischen den Gletschern Vikingebræ im Norden und Gullygletsjer im Süden. 3,6 km ostsüdöstlich befindet sich mit der Dansketinden der höchste Gipfel der Stauningalpen.

## Geschichte
Die Norsketinden wurde erstmals am 7. August 1954 von A. R. Heen, Ø. Roed und E. Jensen, drei Teilnehmern einer dänisch-norwegischen Expedition, erstiegen und zunächst Eirik Rødes Tinde genannt. Die dänische Ortsnamenskommission vergab den heutigen Namen mit Bezug auf den nahen Dansketinden. Wenige Tage nach der Erstbesteigung erreichten auch die Schweizer John Haller (1927–1984), Wolfgang Diehl (1908–1990) und Fritz Schwarzenbach (1925–2018) den Gipfel. Über eine neue Route bestiegen Graham Tiso und vier weitere Bergsteiger die Norsketinden 1962 zum dritten Mal.